# Contea di Qilian
La contea di Qilian (祁连县S, Qílián XiànP) è una contea della Cina, situata nella provincia di Qinghai e amministrata dalla prefettura autonoma tibetana di Haibei.